# Плутократія
Плутокра́тія (грец. πλουτοκρατία, πλούτος  — багатство, κράτος — влада) — політичний лад, за якого влада належить найбагатшим представникам панівного класу. Також термін можуть використовувати на позначення частини найбагатших представників панівного класу.
Глибоко опрацювала явище плутократії канадська письменниця і політична діячка українського походження, колишня Міністерка закордонних справ Канади Христя Фріланд у своїй книзі «Плутократи: розквіт глобальних супербагатіїв і занепад всіх інших». На пострадянському просторі цей термін, як різновид «влади небагатьох» підміняють більш загальним — олігархією.
Фашисти та націонал-соціалісти у своїй політичній риториці та пропаганді зневажливо та глузливо називали плутократіями та плутократами західні демократичні держави та їх правителів. Італійський фашистський диктатор Беніто Муссоліні у своєму політичному заповіті зазначав: «Моя диктатура була набагато м'якшою за деякі демократії, в яких панують плутократи».